# Adam Williams
Adam Williams, nato Adam Berg (Wall Lake, 26 novembre 1922 – Los Angeles, 4 dicembre 2006), è stato un attore statunitense.
Recitò dal 1951 al 1968 in oltre 25 film e dal 1953 al 1978 in oltre 70 produzioni televisive. Nel corso della sua carriera, fu accreditato anche con il nome Andy Williams.

## Biografia
Adam Williams partecipò alla seconda guerra mondiale nei marines, servizio per il quale ricevette la Croce della Marina. Nel 1952, interpretò un assassino di donne a Los Angeles nel film Sangue sotto la luna, mentre l'anno successivo interpretò Larry in Il grande caldo (1953) di Fritz Lang. Ebbe poi un ruolo di primo piano nel film di fantascienza  I figli dello spazio (1958). Altri ruoli importanti furono quelli dello psichiatra in Prigioniero della paura (1957) e di Valerian in Intrigo internazionale (1959).
Per la televisione fu accreditato diverse volte grazie a numerose interpretazioni di personaggi non ricorrenti, tra cui quello di Burt in un doppio episodio della serie Outlaws (196 e di Sam Harper in due episodi della serie The Asphalt Jungle (1961). Interpretò inoltre numerosi altri personaggi secondari o ruoli da guest star in molti episodi di serie televisive dagli anni cinquanta agli anni novanta. Prese parte anche a due episodi della serie classica di Ai confini della realtà, intitolati nella versione in italiano L'autostoppista e Un'insolita macchina fotografica, e, sempre in veste di guest star, a varie serie televisive western come le popolari Bonanza e Gunsmoke.
Per la televisione, la sua ultima interpretazione risale all'episodio The Skywayman della serie televisiva Sword of Justice, trasmesso il 19 ottobre 1978, in cui diede vita al personaggio di Jansen. Per il cinema recitò invece per l'ultima volta nel 1968 quando interpretò il sergente Roberts nel film Il cavallo in doppio petto.
Morì a Los Angeles, in California, all'età di ottantaquattro anni, il 4 dicembre 2006.

## Filmografia

### Cinema
- Benjy, regia di Fred Zinnemann (1951) - corto
- Sogni ad occhi aperti (Queen for a Day), regia di Arthur Lubin (1951)
- I diavoli alati (Flying Leathernecks), regia di Nicholas Ray (1951)
- Sangue sotto la luna (Without Warning!), regia di Arnold Laven (1952)
- Squadra omicidi (Vice Squad), regia di Arnold Laven (1953)
- Il grande caldo (The Big Heat), regia di Fritz Lang (1953)
- I dragoni dell'aria (Dragonfly Squadron), regia di Lesley Selander (1954)
- L'ascia di guerra (The Yellow Tomahawk), regia di Lesley Selander (1954)
- I sanguinari (Crashout), regia di Lewis R. Foster (1955)
- Gli amanti dei cinque mari (The Sea Chase), regia di John Farrow (1955)
- Anche gli eroi piangono (The Proud and Profane), regia di George Seaton (1956)
- Supplizio (The Rack), regia di Arnold Laven (1956)
- Prigioniero della paura (Fear Strikes Out), regia di Robert Mulligan (1957)
- La giungla della settima strada (The Garment Jungle), regia di Vincent Sherman e, non accreditato, Robert Aldrich (1957)
- Petrolio rosso (The Oklahoman), regia di Francis D. Lyon (1957)
- L'uomo solitario (The Lonely Man), regia di Henry Levin (1957)
- Commandos (Darby's Rangers), regia di William A. Wellman (1958)
- I figli dello spazio (The Space Children), regia di Jack Arnold (1958)
- Gli uomini della terra selvaggia (The Badlanders), regia di Delmer Daves (1958)
- Intrigo internazionale (North by Northwest), regia di Alfred Hitchcock (1959)
- L'occhio caldo del cielo (The Last Sunset), regia di Robert Aldrich (1961)
- Tre passi dalla sedia elettrica (Convicts 4), regia di Millard Kaufman (1962)
- Sfida nella valle dei Comanche (Gunfight at Comanche Creek), regia di Frank McDonald (1963)
- Squadra d'emergenza (The New Interns), regia di John Rich (1964)
- Doringo! (The Glory Guys), regia di Arnold Laven e, non accreditato, Sam Peckinpah (1965)
- I ragazzi di Camp Siddons (Follow Me, Boys!), regia di Norman Tokar (1966)
- Il cavallo in doppio petto (The Horse in the Gray Flannel Suit), regia di Norman Tokar (1968)

### Televisione
- Fireside Theatre – serie TV, un episodio (1953)
- The Ford Television Theatre – serie TV, un episodio (1954)
- Meet Mr. McNutley – serie TV, un episodio (1955)
- Medic – serie TV, un episodio (1955)
- Stage 7 – serie TV, episodio 1x17 (1955)
- Scienza e fantasia (Science Fiction Theatre) – serie TV, episodio 1x21 (1955)
- The Millionaire – serie TV, 2 episodi (1956-1959)
- Chevron Hall of Stars – serie TV, un episodio (1956)
- Crusader – serie TV, episodio 1x28 (1956)
- Telephone Time – serie TV, episodio 2x02 (1956)
- Jane Wyman Presents The Fireside Theatre – serie TV, un episodio (1956)
- General Electric Theater – serie TV, episodio 5x13 (1956)
- Sheriff of Cochise – serie TV, un episodio (1956)
- Wire Service – serie TV, episodio 1x21 (1957)
- The George Sanders Mystery Theater – serie TV, un episodio (1957)
- Perry Mason – serie TV, un episodio (1957)
- Have Gun - Will Travel – serie TV, 3 episodi (1958-1960)
- Alfred Hitchcock presenta (Alfred Hitchcock Presents) – serie TV, 2 episodi (1958-1962)
- Alcoa Theatre – serie TV, un episodio (1958)
- Northwest Passage – serie TV, un episodio (1958)
- Black Saddle – serie TV, 2 episodi (1959-1960)
- Gli intoccabili (The Untouchables) – serie TV, 2 episodi (1959-1963)
- The Rifleman – serie TV, 6 episodi (1959-1963)
- Gli uomini della prateria (Rawhide) – serie TV, 3 episodi (1959-1964)
- Bonanza – serie TV, 4 episodi (1959-1967)
- Trackdown – serie TV, un episodio (1959)
- David Niven Show (The David Niven Show) – serie TV, episodio 1x12 (1959)
- The Texan – serie TV, episodio 1x21 (1959)
- Il tenente Ballinger (M Squad) – serie TV, un episodio (1959)
- Hawaiian Eye – serie TV, episodio 1x13 (1959)
- I detectives (The Detectives) – serie TV, episodi 1x30-2x28-3x23 (1960-1962)
- The Law and Mr. Jones – serie TV, 2 episodi (1960-1962)
- I racconti del West (Zane Grey Theater) – serie TV, un episodio (1960)
- The Westerner – serie TV, un episodio (1960)
- Outlaws – serie TV, episodi 1x07-1x08 (1960)
- The Roaring 20's – serie TV, un episodio (1960)
- Ai confini della realtà (The Twilight Zone) – serie TV, 2 episodi (1960)
- Surfside 6 – serie TV, episodi 2x10-2x14-2x24 (1961-1962)
- Indirizzo permanente (77 Sunset Strip) – serie TV, 3 episodi (1961-1962)
- Guestward Ho! – serie TV, un episodio (1961)
- The Americans – serie TV, episodio 1x02 (1961)
- The Islanders – serie TV, un episodio (1961)
- Lawman – serie TV, un episodio (1961)
- Thriller – serie TV, episodio 1x28 (1961)
- The Asphalt Jungle – serie TV, 2 episodi (1961)
- Carovana (Stagecoach West) – serie TV, episodio 1x36 (1961)
- Whispering Smith – serie TV, episodio 1x18 (1961)
- Gunsmoke – serie TV, un episodio (1962)
- Maverick – serie TV, episodio 5x08 (1962)
- Cheyenne – serie TV, un episodio (1962)
- Combat! – serie TV, un episodio (1962)
- The Gallant Men – serie TV, episodio 1x20 (1963)
- Il dottor Kildare (Dr. Kildare) – serie TV, un episodio (1963)
- Sotto accusa (Arrest and Trial) – serie TV, episodio 1x17 (1964)
- The Crisis (Kraft Suspense Theatre) – serie TV, un episodio (1964)
- The Travels of Jaimie McPheeters – serie TV, un episodio (1964)
- La legge del Far West (Temple Houston) – serie TV, episodio 1x24 (1964)
- Daniel Boone – serie TV, un episodio (1964)
- Viaggio in fondo al mare (Voyage to the Bottom of the Sea) – serie TV, un episodio (1964)
- Il virginiano (The Virginian) – serie TV, episodio 3x28 (1965)
- A Man Called Shenandoah – serie TV, episodio 1x02 (1965)
- F.B.I. (The F.B.I.) – serie TV, un episodio (1965)
- Il fuggiasco (The Fugitive) – serie TV, un episodio (1965)
- Honey West – serie TV, episodio 1x30 (1966)
- Squadra speciale anticrimine (The Felony Squad) – serie TV, episodio 1x11 (1966)
- Le spie (I Spy) – serie TV, episodio 2x13 (1966)
- Custer – serie TV, un episodio (1967)
- Ai confini dell'Arizona (The High Chaparral) – serie TV, episodio 1x23 (1968)
- Mannix – serie TV, 2 episodi (1971-1972)
- Cannon – serie TV, un episodio (1975)
- Marcus Welby (Marcus Welby, M.D.) – serie TV, un episodio (1976)
- Helter Skelter – film TV (1976)
- Switch – serie TV, un episodio (1977)
- The Girl Called Hatter Fox – film TV (1977)
- Sword of Justice – serie TV, un episodio (1978)